# Dan Pușcaș
Dan Pușcaș (Dubăsari, 1º giugno 2001) è un calciatore moldavo, centrocampista dello Petrocub Hîncești e della nazionale moldava.

## Carriera

### Club
Pușcaș ha iniziato la sua carriera calcistica nella Dinamo-Auto, con cui ha debuttato il 2 agosto 2020 nell'incontro di Divizia Națională pareggiato 1-1 contro lo Zimbru Chișinău. Ha segnato il suo primo gol il 28 ottobre seguente in Cupa Moldovei contro il Socol Copceac.
Rimasto svincolato a fine 2021, nel mese di febbraio ha firmato con lo Sfîntul Gheorghe dove è rimasto per una stagione e mezza. Nel luglio del 2023 ha firmato un contratto con il Petrocub Hîncești, con cui vince sia il campionato che la coppa nazionale moldava, partecipando poi nella stagione 2024-2025 ai turni preliminari di tutte e tre le competizioni UEFA per club (Champions League, Europa League e Conference League) ed alla fase finale della Conference League.

### Nazionale
Ha giocato con le nazionali giovanili moldave Under-19 e Under-21.
Il 19 agosto 2024 viene convocato per la prima volta dalla nazionale maggiore, con cui ha esordito il 10 settembre seguente nell'amichevole vinta 1-0 contro San Marino.

## Statistiche

### Presenze e reti nei club
Statistiche aggiornate al 10 dicembre 2024.
| Stagione                 | Squadra                  | Campionato               | Campionato | Campionato | Coppe nazionali | Coppe nazionali | Coppe nazionali | Coppe continentali | Coppe continentali | Coppe continentali | Altre coppe | Altre coppe | Altre coppe | Totale | Totale |
| Stagione                 | Squadra                  | Comp                     | Pres       | Reti       | Comp            | Pres            | Reti            | Comp               | Pres               | Reti               | Comp        | Pres        | Reti        | Pres   | Reti   |
| ------------------------ | ------------------------ | ------------------------ | ---------- | ---------- | --------------- | --------------- | --------------- | ------------------ | ------------------ | ------------------ | ----------- | ----------- | ----------- | ------ | ------ |
| 2020-2021                | Dinamo-Auto              | DN                       | 23         | 1          | CM              | 2               | 1               | UEL                | 0                  | 0                  | -           | -           | -           | 25     | 2      |
| 2021-gen. 2022           | Dinamo-Auto              | DN                       | 18         | 3          | CM              | 0               | 0               | -                  | -                  | -                  | -           | -           | -           | 18     | 3      |
| Totale Dinamo-Auto       | Totale Dinamo-Auto       | Totale Dinamo-Auto       | 41         | 4          |                 | 2               | 1               |                    | 0                  | 0                  |             | -           | -           | 43     | 5      |
| gen.-giu. 2022           | Sfîntul Gheorghe         | DN                       | 6          | 0          | CM              | 0               | 0               | -                  | -                  | -                  | -           | -           | -           | 6      | 0      |
| 2022-2023                | Sfîntul Gheorghe         | SL                       | 22         | 1          | CM              | 4               | 0               | UECL               | 1                  | 0                  | -           | -           | -           | 27     | 1      |
| Totale Sfîntul Gheorghe  | Totale Sfîntul Gheorghe  | Totale Sfîntul Gheorghe  | 28         | 1          |                 | 4               | 0               |                    | 1                  | 0                  |             | -           | -           | 33     | 1      |
| 2023-2024                | Petrocub Hîncești        | SL                       | 23         | 3          | CM              | 5               | 2               | UECL               | 2                  | 0                  | -           | -           | -           | 30     | 5      |
| 2024-2025                | Petrocub Hîncești        | SL                       | 12         | 0          | CM              | 0               | 0               | UCL+UEL+UECL       | 4+3                | 0                  | -           | -           | -           | 22     | 0      |
| Totale Petrocub Hîncești | Totale Petrocub Hîncești | Totale Petrocub Hîncești | 35         | 3          |                 | 5               | 2               |                    | 12                 | 0                  |             | -           | -           | 52     | 5      |
| Totale carriera          | Totale carriera          | Totale carriera          | 104        | 8          |                 | 11              | 3               |                    | 13                 | 0                  |             | -           | -           | 128    | 11     |

### Cronologia presenze e reti in nazionale
| Cronologia completa delle presenze e delle reti in nazionale ― Moldavia | Cronologia completa delle presenze e delle reti in nazionale ― Moldavia | Cronologia completa delle presenze e delle reti in nazionale ― Moldavia | Cronologia completa delle presenze e delle reti in nazionale ― Moldavia | Cronologia completa delle presenze e delle reti in nazionale ― Moldavia | Cronologia completa delle presenze e delle reti in nazionale ― Moldavia | Cronologia completa delle presenze e delle reti in nazionale ― Moldavia | Cronologia completa delle presenze e delle reti in nazionale ― Moldavia |
| Data                                                                    | Città                                                                   | In casa                                                                 | Risultato                                                               | Ospiti                                                                  | Competizione                                                            | Reti                                                                    | Note                                                                    |
| ----------------------------------------------------------------------- | ----------------------------------------------------------------------- | ----------------------------------------------------------------------- | ----------------------------------------------------------------------- | ----------------------------------------------------------------------- | ----------------------------------------------------------------------- | ----------------------------------------------------------------------- | ----------------------------------------------------------------------- |
| 10-9-2024                                                               | Chișinău                                                                | San Marino                                                              | 1 – 0                                                                   | Moldavia                                                                | Amichevole                                                              | -                                                                       | 73’                                                                     |
| 19-11-2024                                                              | Gibilterra                                                              | Gibilterra                                                              | 1 – 1                                                                   | Moldavia                                                                | Amichevole                                                              | -                                                                       | 46’                                                                     |
| Totale                                                                  |                                                                         | Presenze                                                                | 2                                                                       |                                                                         | Reti                                                                    | 0                                                                       |                                                                         |

## Palmarès

### Club

#### Competizioni nazionali
- Campionato moldavo: 1

Petrocub Hîncești: 2023-2024
- Coppa di Moldavia: 1

Petrocub Hîncești: 2023-2024